# Смъртно наказание
Смъртното наказание е налагането на смърт като наказание за дадено престъпление в резултат на съдебен процес. Някои юрисдикции, прилагащи смъртното наказание, ограничават прилагането му до малък брой тежки престъпления, най-вече измяна и убийство. Исторически, а в някои системи и днес, смъртното наказание е използвано и при по-широк кръг престъпления, включително кражба и грабеж.
Макар и в миналото смъртното наказание да е съществувало в практически всички общества, днес то използва активно само в 58 държави, като в 95 то е премахнато, а останалите не са го прилагали от началото на 21 век или го разрешават само при изключителни обстоятелства, като състояние на война. В много страни използването на смъртното наказание е предмет на остри спорове. Хартата на основните права на Европейския съюз забранява използването на смъртно наказание в държавите от съюза. В България то е премахнато от 10 декември 1998 година, като мораториум върху изпълнението на смъртна присъда има от 1990.
Все пак, 60% от световното население живее в държави, в които се изпълнява смъртно наказание, и това включва четирите страни с най-голямо население (Китай, Индия, Съединените американски щати и Индонезия). През 2008 година тези държави гласуват против препоръчителната резолюция на Общото събрание на Организацията на обединените нации за мораториум на прилагането на смъртно наказание.

## История
В почти всяко общество, в един или друг момент, се е прилагало смъртно наказание, както като наказание за извършено престъпление, така и като мярка срещу политическото дисидентство. В повечето случаи, смъртно наказание се е прилагало само за определени престъпления, като убийство, шпионаж, държавна измяна, както и като част от военното право. В някои държави престъпленията от сексуален характер, като изнасилване, кръвосмешение, изневяра, содомия също се наказват със смъртно наказание, а в някои ислямски държави така се наказват и религиозните престъпления, като апостасията и богохулството. Някои държави наказват със смърт организирането на трафик на наркотични вещества, в Китай − търговията с жива плът, както и корупцията. Във военното право, смъртни присъди са издавани за малодушие, дезертьорство, неподчинение и участие в метеж.

## Методи за изпълнение
| Метод                        | Описание |  |
| ---------------------------- | --- |  |
| С животни                    | - Стъпкване от слон - Разкъсване от: - Алигатори, крокодили или акули - Кучета или вълци, например в Древен Рим и Книга на пророк Даниил - Damnatio ad bestias („хвърлен на лъвовете“) - Насекоми (например мравки) - Гризачи (например плъхове) - Ужилвания от скорпиони, ухапвания от змии и паяци - Змийска яма - Разпъване на коне (например в Средновековна Европа и Имперски Китай с четири коня; или „разкъсването на четири“, като в „Песен за Ролан“ или „Чайлд Оулет“) - Подхвърляне на коне (при Ал Мустасим, последният абасидски халиф на Багдад) |  |
| Сваряване                    | Осъденият се поставя в голям котел, пълен с кипящи вода, олио, катран, лой или дори топено олово. |  |
| Счупване на гърба            | Монголски метод за смъртно наказание, който предотвратява кръвта да се разлее по земята |  |
| Смазващо колело              | Известно и като „колелото на Катерина“ |  |
| Преждевременно погребение    | |  |
| Изгаряне на клада            | Използва се от християнските религиозни власти за наказване на еретици и вещици |  |
| Сготвяне                     | Бик на Фаларис |  |
| Разпъване на кръст           | Жертвата се завързва с въже или се забива с пирони към дървен кръст и се оставя да умре |  |
| Смазване                     | Осъденият се смазва до смърт бързо или бавно |  |
| Обезглавяване                | Един от най-известните примери за този тип смъртно наказание е гилотината. |  |
| Разпорване на корема         | |  |
| Разчленяване                 | |  |
| Обесен, разпорен и разчленен | |  |
| Екзекуция чрез електричество | Електрически стол |  |
| Падане от високо             | |  |
| Премахване на кожата         | |  |
| Гарота                       | Устройство за задушаване на осъдения, чрез стискане на врата му с верига, въже, шал или шнур |  |
| Газова камера                | Задушаване на осъдения в херметизирана камера. |  |
| Обесване                     | |  |
| Зазиждане                    | Осъденият се зазидва и се оставя да умре от глад и жажда. |  |
| Набиване на кол              | |  |
| Смъртоносна инжекция         | |  |
| Махало                       | Устройство с глава на брадва сече все по-навътре в тялото на осъдения |  |
| Отрова                       | например смъртоносна инжекция |  |
| Разрязване с трион           | |  |
| Стрелба                      | - От оръдие (дяволски вятър) - Разстрел |  |
| Бавено разрязване            | |  |
| Наръгване                    | |  |
| Лапидация                    | пребиване с камъни |  |

## Дебати за смъртното наказание
10 октомври е световен ден срещу смъртното наказание. По този повод през 2003 г. Европейската комисия излиза с декларация, в която призовава да бъде прекратено прилагането на смъртното наказание „при всички обстоятелства“ и във всички страни.